# 發鈔銀行
發鈔銀行（note-issuing banks）由政府指定負責發行以該地區為國幣的鈔票的銀行。

## 香港
香港現時有三家發鈔銀行，發鈔銀行必須按以聯繫匯率制度以1美元兌7.8±0.05港元，向外匯基金交付等值的美元換取負債證明書。
- 渣打銀行（香港） （前身：印度新金山中國匯理銀行）
- 香港上海匯豐銀行 （前身：香港上海匯理銀行、有利銀行）
- 中國銀行（香港）

### 過去的發鈔銀行
- 東藩滙理銀行
- 有利銀行（印度倫頓中國三處匯理銀行）
- 呵加喇馬士打文銀行（呵加喇匯理銀行）
- 印度東方商業銀行
- 中華滙理銀行[2]

## 澳門
澳門現時有兩家發鈔銀行：
- 大西洋銀行
- 中國銀行澳門分行

澳門發鈔銀行必須按以1港元兌1.0315元澳門幣的固定匯率，向澳門金融管理局交付等值的港元換取無息負債證明書，作為發鈔的法定儲備。在百分之百的儲備支持下，澳門金融管理局保證澳門幣對儲備貨幣－港元－的完全兌換，澳門幣與港元的聯繫匯率也因此而確立。由於港元釘住美元，所以澳門幣間接與美元掛鈎，匯率約為1美元兌8.0457±0.051575元澳門幣。